# Petelia binigrata
Petelia binigrata är en fjärilsart som beskrevs av W. Warren 1904. Petelia binigrata ingår i släktet Petelia och familjen mätare. Inga underarter finns listade i Catalogue of Life.